# Goght'an Lerr
Goght'an Lerr (azerbajdzjanska: Soyuqdağ) är ett berg i Azerbajdzjan, på gränsen till Armenien. Det ligger i den sydvästra delen av landet, 400 km väster om huvudstaden Baku. Toppen på Goght'an Lerr är 3 147 meter över havet, eller 710 meter över den omgivande terrängen. Bredden vid basen är 9,4 km.
Terrängen runt Goght'an Lerr är huvudsakligen mycket bergig. Närmaste större samhälle är Ordubad, 9,4 km sydväst om Goght'an Lerr. 
Trakten runt Goght'an Lerr består i huvudsak av gräsmarker. Runt Goght'an Lerr är det ganska glesbefolkat, med 40 invånare per kvadratkilometer.